# Süt – Milch
Süt – Milch (Originaltitel: Süt – Milk) ist ein türkisches Filmdrama von Semih Kaplanoğlu aus dem Jahr 2008. Es handelt sich nach dem Film Yumurta – Ei aus dem Jahr 2007 um den zweiten Teil der Yusuf-Trilogie, die 2010 von Kaplanoǧlu mit dem Film Bal – Honig abgeschlossen wurde. Die Trilogie befasst sich mit dem Verlust von Traditionen und der damit verbundenen Auswirkung auf die Menschen.

## Handlung
Yusuf lebt mit seiner verwitweten Mutter Zehra in einem Vorort von Tire, einer kleinen Stadt in der Provinz Izmir. Sie halten einige Kühe und bestreiten ihren bescheidenen Lebensunterhalt mit dem Verkauf selbst hergestellter Milcherzeugnisse auf dem örtlichen Wochenmarkt. Darüber hinaus fährt Yusuf mit einem alten Motorrad und der Milch in Wohngebiete und bietet dort seine Produkte direkt an der Haustür an.
Yusuf ist nach dem Tod seines Vaters – in der traditionellen Vorstellung seiner Mutter – das Familienoberhaupt. In diesem Rollenverständnis hat er auch für den Lebensunterhalt der Familie zu sorgen. Doch der 20-Jährige verliert sich in der Dichtung und in Tagträumereien. Seine Mutter wirft ihm vor, dass er das mühsam erarbeitete Geld für Bücher und Stifte ausgibt, anstatt sich eine Arbeit zu suchen und seine Pflichten als Oberhaupt der Familie vernachlässige. An dem Motorrad verliert beispielsweise ein Reifen Luft, doch Yusuf schafft es über Wochen nicht, das für die Familie so wichtige Gefährt in eine Werkstatt zu bringen. Seine Verkaufsfahrten nutzt Yusuf zu einem Umweg, der ihn zu einem Bergwerk führt. Dort trifft er sich mit einem Freund, der sich ebenfalls zur Dichtkunst hingezogen fühlt, aber erkannt hat, dass er davon nicht leben kann, und stattdessen als Bergmann einfährt.
Als eines Tages die renommierte Literaturzeitschrift düster eines seiner Liebesgedichte veröffentlicht, sieht er sich in seiner Zukunft als Dichter bestätigt. Seine Mutter glaubt jedoch, dass ihr Sohn nun endlich eine Freundin habe, die er vor ihr verheimlicht. Wenige Tage später erhält er erneut Post – dieses Mal ist es jedoch sein Einberufungsbescheid, der ihn zu einer zweitägigen Reise nach Izmir zur Musterung führt. Seine Mutter bleibt derweil mit einer Reifenpanne liegen und bittet an einem nahe gelegenen Bahnhof um Hilfe. So lernt sie einen hilfsbereiten alleinerziehenden Bahnhofsvorsteher kennen, der sich in die schöne Frau verliebt. Yusuf trifft nach dem ersten Tag seiner Musterung in einer Buchhandlung in Izmir auf Semra, die sich ebenfalls für Lyrik interessiert. Sie wollen sich am nächsten Tag erneut verabreden, doch es bleibt offen, ob sich die beiden wiedersehen. Denn Yusuf erfährt bei seiner ärztlichen Untersuchung am nächsten Tag, dass er an Epilepsie erkrankt ist, und kehrt verstört in sein Dorf zurück.
Dort gerät sein bisheriges Weltbild ins Wanken. Seine Mutter hat ebenfalls Gefallen an dem Bahnhofsvorsteher gefunden. Nachdem sie eine alte Frau gebeten hat, für sie im Kaffeesatz zu lesen, trifft sie sich mit ihm. Yusuf muss bei seinen Milchlieferungen feststellen, dass seine Mutter ihre Kunden vernachlässigt hat und diese nun nach und nach abspringen. Auf der Rückfahrt einer seiner Touren erleidet Yusuf einen Krampfanfall und stürzt mit dem Motorrad. Er schämt sich für den Vorfall, verschweigt ihn seiner Mutter und streift rastlos in Tire umher.
Am nächsten Tag kehrt er nach Hause zurück und sieht im Dorf den Bahnhofsvorsteher mit seinem Auto davonfahren. Yusuf folgt ihm zu einem See, wo der Mann im Schilf verschwindet und der Entenjagd nachgeht. Yusuf schleicht sich an ihn heran und will für einen kurzen Moment einen großen Stein nach ihm werfen. Doch dann lässt er von seinem Plan ab und findet im Wasser vor seinen Füßen einen großen Fisch, den er fängt. Er bringt ihn stolz nach Hause und zeigt ihn seiner Mutter. Sie ist jedoch gerade dabei, mit einem Lächeln auf den Lippen eine Gans zu rupfen, um ein Festmahl vorzubereiten. Yusuf lässt den Fisch fallen und verlässt sein Elternhaus.
In der letzten Einstellung sieht man Yusuf, wie er als Bergmann eine Zigarette raucht und in die Ferne schaut. Langsam füllen sich seine Augen mit Tränen.

## Kritik
Die Filmempfehlungscommunity moviepilot war der Auffassung, dass Süt „kein Film für jedermann“ sei. Der Betrachter müsse sich auf den „ruhigen Stil und die Andersartigkeit der Bilder“ einlassen, um ein „eindringliches Porträt der Modernisierung einer ländlichen Gesellschaft und eine melancholische Parabel auf das Erwachsenwerden“ zu erleben.
Thorsten Funke von der deutschsprachigen E-Zine Critic.de lobt Kaplanoǧlu für seinen Blick „auf die mal zärtlichen, mal ungeduldigen Gesten zwischen Yussuf und seiner Mutter“. Er gibt aber auch zu bedenken, dass der Film dem Betrachter sowohl „visuell mutig“ als auch „schlicht langweilig“ erscheinen kann. Dazu zähle, dass die „meditative Ruhe, die sich beim Betrachten einstellt“ manchmal fast überstrapaziert werde. Funke kommt zu dem Fazit: „Wem es bei dem extrem langsamen Rhythmus des Films gelingt, nicht einzuschlafen, der wird darin vieles finden.“ Kaplanoǧlu selbst macht deutlich, dass die Veränderungen durch die Modernisierung in der Türkei „auch von zahllosen anderen jungen Leuten in der Türkei“ durchlebt würden. Einige halten diese Umwandlung „als ein gottgesandtes Gefährt in eine ‚strahlende Zukunft‘“, während bei anderen „diese bedeutenden Änderungen“ zu Chaos und Unfrieden führten.

## Auszeichnungen und Aufführungen
- 2008: FIPRESCI-Preis auf dem International Istanbul Film Festival
- 2008: Mostra del Cinema di Venezia

Der Film feierte am 1. September 2008 auf den Internationalen Filmfestspielen von Venedig seine Premiere. Zehn Tage später wurde er auf dem Toronto International Film Festival in Kanada sowie auf dem Festival Internacional de Cine de Mar del Plata in Argentinien gezeigt. In der Türkei war der Film erstmals am 2. Januar 2009 zu sehen.